# Teddy Scholten

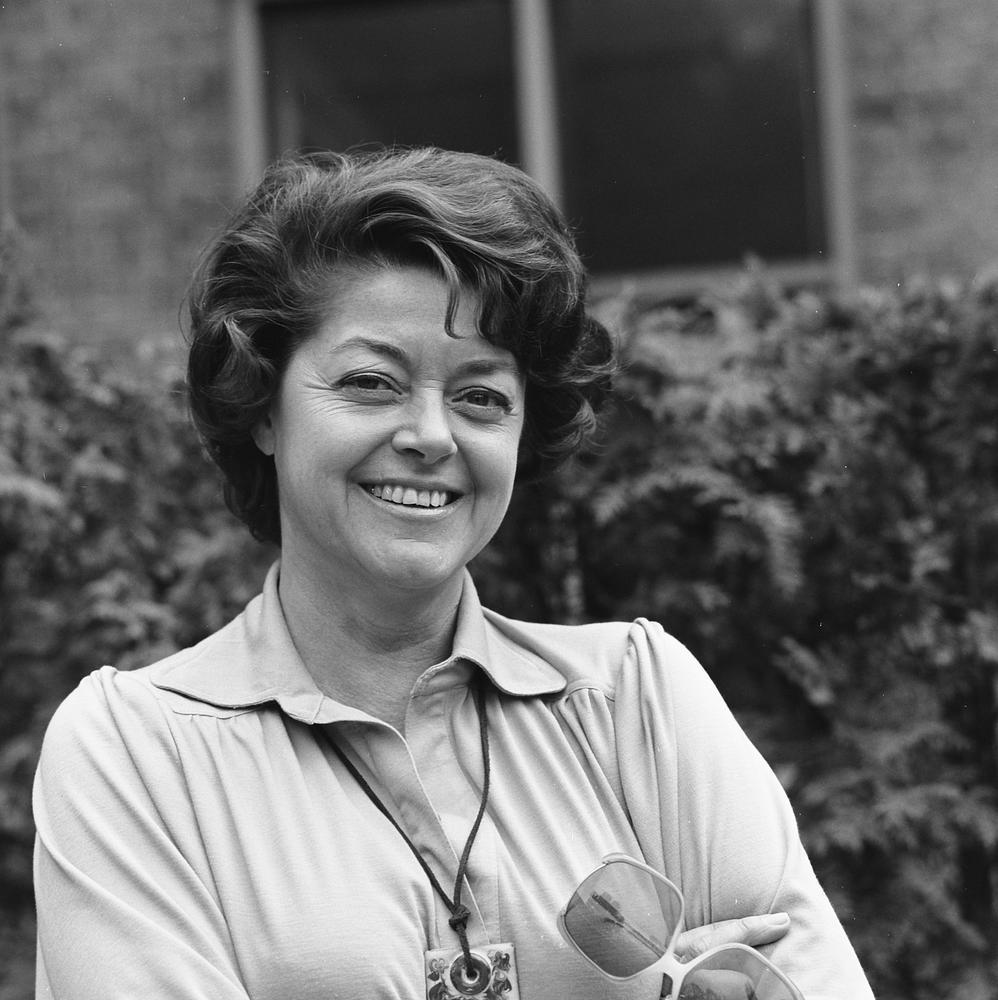
Teddy Scholten (1978)

Teddy Scholten (* 11. Mai 1926; † 8. April 2010; eigentlich Teddy Scholten-van Zwieteren, geborene Dorothea Margaretha van Zwieteren) war eine niederländische Sängerin.

## Musikalische Karriere
Teddy Scholtens Karriere als Sängerin geht bis in die 1940er Jahre zurück, als sie als Teil des Duos Scholten & Van ’t Zelfde in ihrem Heimatland Erfolg hatte. 1945 verlobte sie sich mit Henk Scholten, den sie ein Jahr später heiratete.
Beim niederländischen Vorentscheid zum Eurovision Song Contest 1959, bei dem die acht Beiträge von jeweils zwei Künstlern unabhängig voneinander vorgestellt wurden, einmal mit großem und einmal mit kleinem Orchester, stellte sie jeweils eine Version der Lieder De regen und ’n Beetje vor. Mit ersterem erlangte sie den zweiten und mit ’n Beetje den ersten Platz. Die Jury gab ihr als Interpretin den Vorzug vor John de Mol, der die zweite Version von ’n Beetje sang.
Aus dem Eurovision Song Contest 1959 in Cannes ging sie ebenfalls als Siegerin hervor. Mit 21 Punkten erreichte sie den ersten Platz vor den Interpreten aus dem Vereinigten Königreich und Frankreich. Der Siegertitel, der in zwei niederländischen Fassungen aufgenommen wurde, erreichte den vierten Platz in den niederländischen Singlecharts. Teddy Scholten nahm außerdem Versionen des Titels auf Deutsch (Sei ehrlich), Französisch (Un p’tit peu), Schwedisch (Om våren) und Italienisch (Un poco) auf. Letztere Fassung erreichte den 13. Platz in den italienischen Singlecharts.
Nach ihrer Teilnahme am Wettbewerb nahm Teddy Scholten noch einige Alben auf, in erster Linie mit Coverversionen bekannter Kinderlieder.

## Diskografie
Alben, teils mit Henk Scholten
- ’k Heb m’n wagen volgeladen

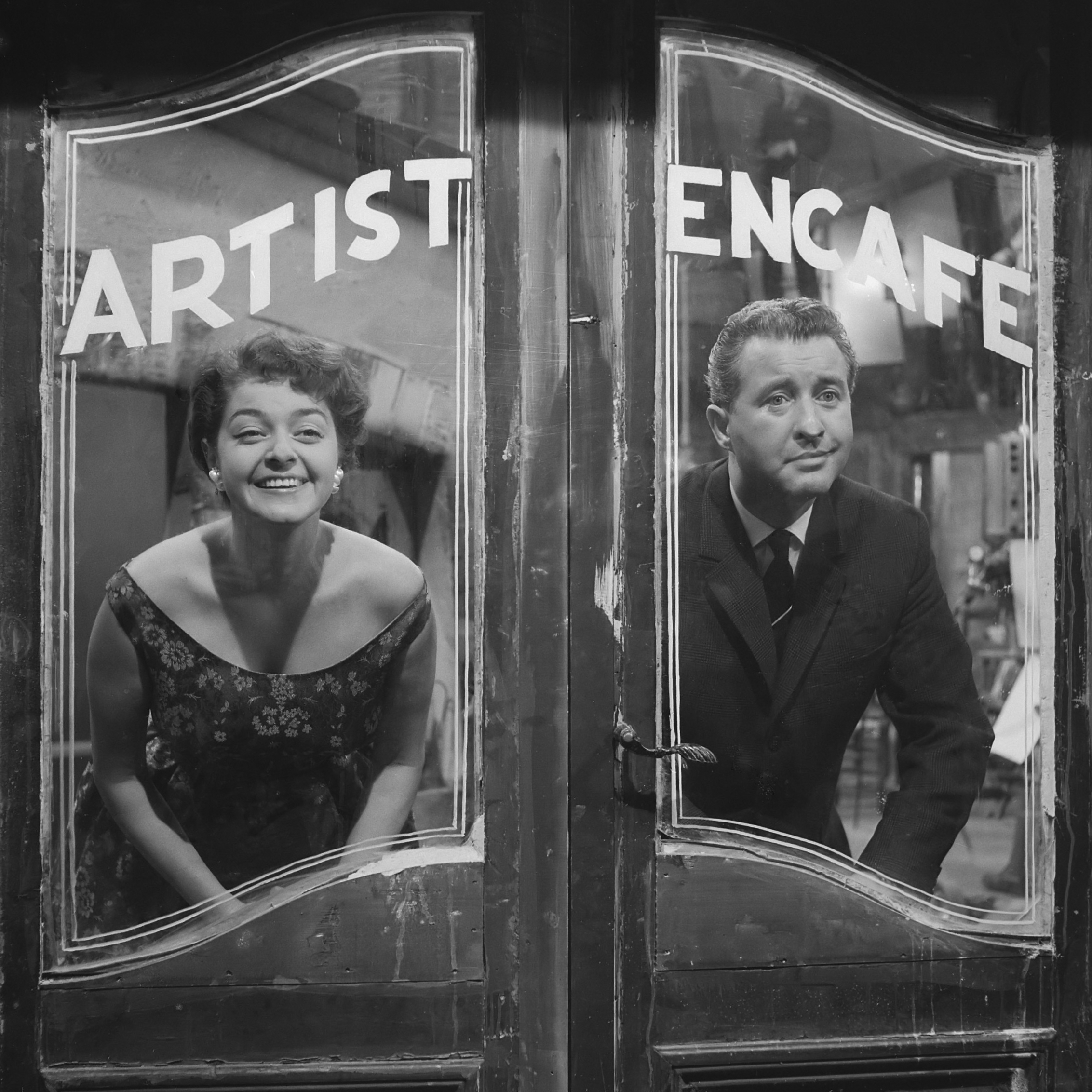
Teddy und Henk Scholten (1959)

- En we zingen … en we springen … en we zijn zo blij (Alle bekende sinterklaasliedjes)
- Peter en de wolf & Kindersymfonie
- Alles op één plaat (1959)
- Klein Klein Kleutertje (1959)
- Klein Klein Kleutertje 2 (1960)